# Внеземное Эхо
«Внеземное Эхо» (англ. Earth to Echo) — комическо-фантастическая приключенческая драма американского режиссёра Дейва Грина. Фильм был снят компанией Walt Disney Pictures, продавшей права на прокат Relativity Media. Премьера состоялась 2 июля 2014 года.

## Сюжет
Небольшой городок Малбэрри Вудс расположен в пустыне на севере штата Невада. Прямо через него запланировано строительство автомагистрали, и многие жители вынужденно перебираются на другие места. Тринадцатилетние подростки Алекс, Манч и Так скоро расстанутся, вероятно навсегда.
На мобильные телефоны ребят начинают поступать непонятные кодированные послания. Взрослые — и родители, и полиция, — видят в этом лишь детские фантазии. Тогда подростки на велосипедах отправляются за тридцать километров от городка для поиска источника сообщений. Там на заброшенной ферме они обнаруживают попавшего в катастрофу инопланетянина, который похож на маленького металлического совёнка, но обладает при этом мощными телепортационными возможностями. Ребята и присоединившаяся к ним Эмма, старшеклассница из этого же городка, спасают его, участвуя в невероятных погонях и попадая в различные приключения. Команда находит космический корабль пришельца, и он благополучно покидает Землю. Бо́льшая часть фильма представлена как любительская съёмка на видеокамеру Така.

## В ролях
- Тео Халм — Алекс Николс
- Брайн «Астро» Брэдли — Так Симмс
- Элла Валестедт — Эмма
- Риз Хартвиг — Реджиналд «Манч» Баретт
- Джейсон Грей-Стэнфорд — доктор Лоуренс Масден
- Мэри Пэт Глисон — Дасти
- Брук Диллмен — официантка на ужине
- Израэль Бруссар — Кэмерон

## Производство
Сценарий к производству фильма был выбран Шоном Бейли, руководителем производства полнометражных фильмов компании Walt Disney Studios, под рабочим названием «Untitled Wolf Adventure» (рус. ≈ «Приключения неизвестного хищника»). В этот момент студия находилась на этапе смены своего главы: от Рича Росса к Алану Хорну. После утверждения Хорна в качестве Председателя совета директоров, он разрешил запустить фильм в производство. После съёмок Walt Disney Studios продали авторские и смежные права Relativity Media (в 2013 году).

## Прокат и сборы
Первоначально выпуск фильма был запланирован на 10 января, а позже на 25 апреля 2014 года. Фактически премьера состоялась 14 июня 2014 года на Лос-анджелесском кинофестивале, а в публичном прокате США — 2 июля 2014 года. Первый трейлер был показан 12 декабря 2013. Фильм был выпущен на DVD и Blu-ray 21 октября 2014.
«Внеземное Эхо» в Соединенных Штатах демонстрировался в 3179 кинотеатрах, достиг шестого места в рейтинге популярности и собрал 8,3 миллиона долларов США за три дня премьерного уик-энда (4-6 июля) и 13,5 миллионов долларов США за пять дней (2-6 июля). К концу 2014 года фильм собрал в прокате США 38,9 миллионов долларов и 6.4 миллионов долларов за рубежом. Суммарная выручка составила $45,3 млн, против бюджета в $13 млн, что позволяет говорить о кассовом успехе среднего уровня.

## Критика
Rotten Tomatoes сравнивает «Внеземное Эхо» с фильмом «Инопланетянин», но для молодёжной аудитории. Лишь 48 % отзывов собранных на этом сайте были положительными из опубликованных 116 критических оценок (56 положительных и 60 отрицательных). По версии Metacritic на основе отзывов 31 критика 14 положительных, 15 смешанных и 2 отрицательных, что относит его к категории «смешанных или средних отзывов».
Издание Time Out, например, называет «Внеземное Эхо» «удивительно симпатичным небольшим фильмом», а The Denver Post «хорошо продуманной историей про детей и подростков на грани двух тысячелетий», особо при этом отмечая мастерство создателей спецэффектов.

## Награды и номинации
| Год  | Награда            | Категория                                                | Результат |
| ---- | ------------------ | -------------------------------------------------------- | --------- |
| 2014 | Teen Choice Awards | Choice Summer Movie                                      | Номинация |
| 2014 | Heartland Film     | Truly Moving Picture Award                               | Победа    |
| 2015 | Молодой актёр      | Best Performance in a Feature Film — Leading Young Actor | Победа    |

## Комментарии
1. ↑  В редакции официального прокатчика фильма в Восточной Европе